# Окружна (станція метро)
55°50′47″ пн. ш. 37°34′25″ сх. д. / 55.84639° пн. ш. 37.57361° сх. д.
«Окружна́» (рос. Окружная) — станція Люблінсько-Дмитровської лінії Московського метрополітену. Відкрита 22 березня 2018 року.

## Технічна характеристика
Конструкція станції — пілонна трисклепінна (глибина закладення — 65 м) з острівною платформою.
Радіус центрального залу — 4,4 м. Ширина платформи — 19,1 м (з розкриттям 9 прорізів з кожного бічного залу), пілонів — 3 м, прорізів — 3 м.

## Колійний розвиток
Станція без колійного розвитку.

## Виходи та пересадки
- Виходи до Локомотивного проїзду, Станційної вулиці, Гостиничного проїзду, 3-ого Нижньолихоборського проїзду, Сигнального проїзду.

Пересадки
- Станцію МЦК  Окружна
- Платформу МЦД  Окружна
- автобуси: 82, 154, 194, 282, 524, 677к, т36

## Оздоблення
Станція має п'ять ліній світильників, підвішених до склепіння вздовж поздовжньої осі центрального залу на ажурної конструкції. Освітлення направлено і вгору на склепіння, і вниз. Пластика водозахисної парасольки зберігається. Пілони в бічних залах оздоблені плитами золотисто-жовтого мармуру Indus Gold.
Склепіння центрального і бічних залів станції, а також похилих ходів ескалаторів оздоблені панелями декоративної скловолокнистої водовідвідної парасольки.
На станції і у вестибюлях є система візуальної і тактильної інформації для пасажирів з вадами зору (світлові і контрастні смуги, фактурні покриття). В одному з вестибюлів знаходяться ліфти, на всіх сходах — пандуси з нековзним покриттям. Сходи оздоблені плитами з термообробленого граніту і накриті павільйонами.